# Bumerang
A Bumerang orosz gumikerekes páncélozott szállító harcjármű. Sorozatgyártása 2017-ben kezdődik, a tervek szerint 2019-től rendszeresítenék az Orosz Fegyveres Erőknél. Teljes nagyságú makettjét először a Russia Arms Expo 2013 hadiipari kiállításon mutatták be.

## Története

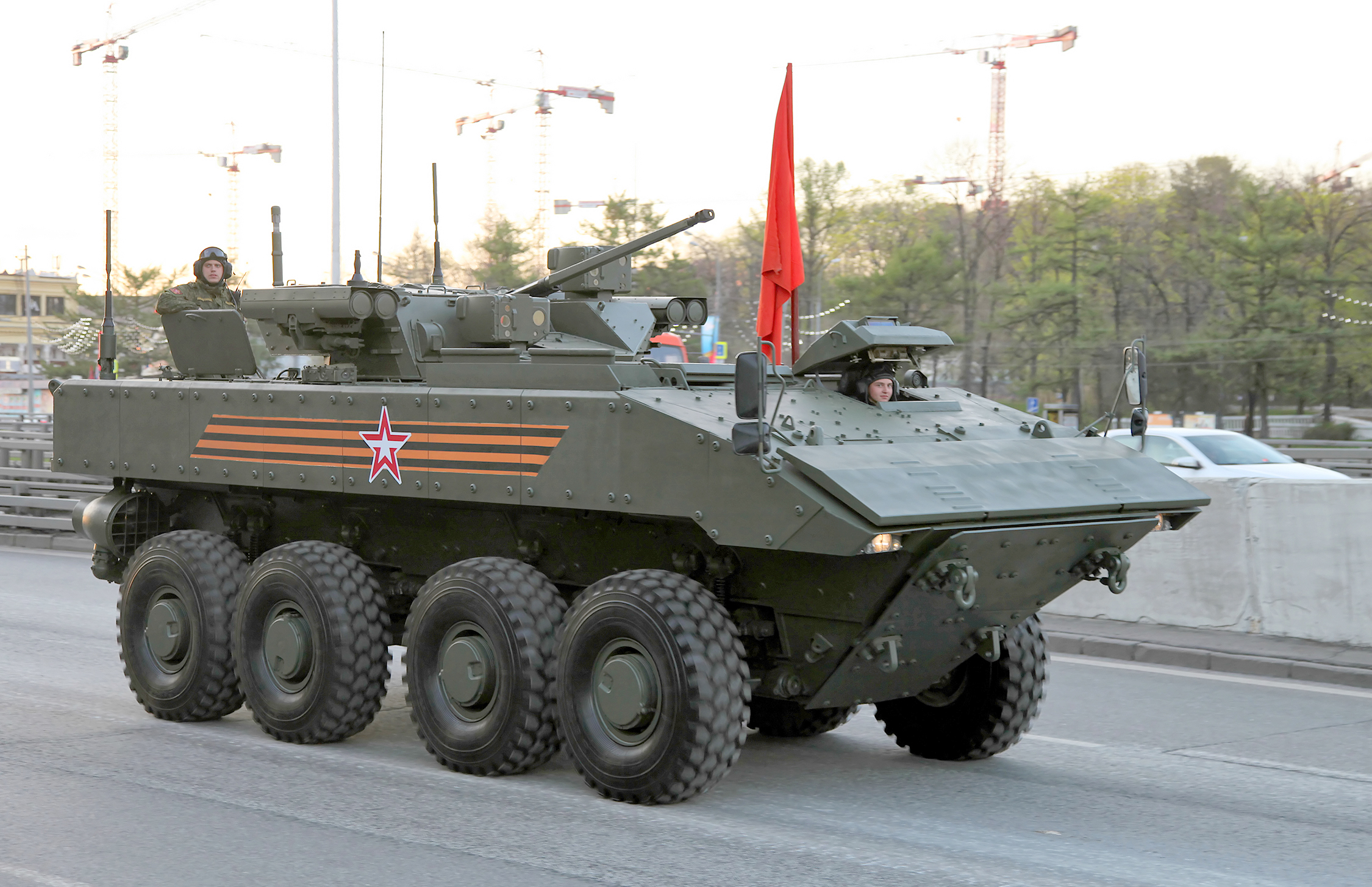
VPK–7829 Bumerang platform 2015-ben.

Az 1990-es évek elején az Arzamaszi Gépgyárban (AMZ) fejlesztették ki a BTR–90-es páncélozott harcjárművet a korábbi hasonló típusok leváltására. Az alapvetően a BTR–80-on alapuló BTR–90-t az Orosz Fegyveres Erőknél 2008-ban ugyan rendszeresítették, de nem felelt meg az elvárásoknak, ezért csak kis mennyiségben gyártották. 2011-ben az Orosz Védelmi Minisztérium elzárkózott további BTR–90-esek beszerzésétől, helyette egy alapjaiban új, moduláris rendszerű páncélozott szállító harcjármű kifejlesztését támogatta. Ennek nyomán három eszköz fejlesztése kezdődött el párhuzamosan. A VPK-hoz tartozó AMZ a Bumerang könnyű páncélozott szállító járművet, a Kurganmaszavod a közepes lánctalpas Kurganyec–25-t, míg az Uralvagonmas a nehéz Armata alvázat fejlesztette.